# بلد الزواج (رواية)
رواية بلد الزواج (بالإنجليزية: The Country of Marriage)‏ هي رواية للكاتب الأسترالي جون كليري. نشرت عام 1962.
تدور الأحداث حول زواج آدم ناش وزوجته بيل، وقرارهما بمغادرة إنجلترا حيث عاشا لمدة سبعة عشر عاما وأنجبا طفلين، وقرارهما العودة إلى بلد بيل أستراليا، حيث التقيا خلال الحرب العالمية الثانية.